# Metropolia Wellington
Metropolia Wellington − jedyna metropolia rzymskokatolicka w Nowej Zelandii.

## Diecezje wchodzące w skład metropolii
- Archidiecezja Wellington
- Diecezja Auckland
- Diecezja Christchurch
- Diecezja Dunedin
- Diecezja Hamilton (Nowa Zelandia)
- Diecezja Palmerston North